# Бристивиця
Бристивиця (хорв. Bristivica) — населений пункт у Хорватії, у Сплітсько-Далматинській жупанії у складі громади Сегет.

## Населення
Населення за даними перепису 2011 року становило 348 осіб.
Динаміка чисельності населення поселення:

## Клімат
Середня річна температура становить 13,60 °C, середня максимальна – 27,70 °C, а середня мінімальна – 0,72 °C. Середня річна кількість опадів – 783 мм.
| Клімат поселення                              | Клімат поселення | Клімат поселення | Клімат поселення | Клімат поселення | Клімат поселення | Клімат поселення | Клімат поселення | Клімат поселення | Клімат поселення | Клімат поселення | Клімат поселення | Клімат поселення | Клімат поселення |
| Показник                                      | Січ.             | Лют.             | Бер.             | Квіт.            | Трав.            | Черв.            | Лип.             | Серп.            | Вер.             | Жовт.            | Лист.            | Груд.            |                  |
| Середній максимум, °C                         | 9,45             | 9,66             | 12,48            | 16,10            | 21,02            | 24,93            | 27,70            | 27,54            | 22,81            | 18,24            | 13,08            | 10,22            |                  |
| Середня температура, °C                       | 5,08             | 5,30             | 8,12             | 11,73            | 16,66            | 20,56            | 23,72            | 23,55            | 18,83            | 14,25            | 9,08             | 6,25             |                  |
| Середній мінімум, °C                          | 0,72             | 0,94             | 3,76             | 7,37             | 12,30            | 16,20            | 19,73            | 19,56            | 14,83            | 10,27            | 5,10             | 2,26             |                  |
| Норма опадів, мм                              | 68               | 59               | 65               | 69               | 54               | 51               | 31               | 46               | 72               | 84               | 100              | 84               |                  |
| Середньомісячна швидкість вітру, м/с          | 3.37             | 3.55             | 3.57             | 3.38             | 2.96             | 2.66             | 2.68             | 2.58             | 2.92             | 3.12             | 3.75             | 3.73             |                  |
| Середньомісячна сонячна радіація, кДж/м²·день | 5510             | 8254             | 11912            | 16367            | 20363            | 22955            | 24428            | 21414            | 16027            | 10477            | 5895             | 4674             |                  |
| --------------------------------------------- | ---------------- | ---------------- | ---------------- | ---------------- | ---------------- | ---------------- | ---------------- | ---------------- | ---------------- | ---------------- | ---------------- | ---------------- | ---------------- |
| Джерело:                                      |                  |                  |                  |                  |                  |                  |                  |                  |                  |                  |                  |                  |                  |